# حادثة تعذيب وإخصاء أسير أوكراني في بريفيليا
تعذيب وإخصاء أسير حرب أوكراني في بريفيليا كان حادثًا خلال الغزو الروسي لأوكرانيا تم تسجيله بالفيديو ونشره على وسائل التواصل الاجتماعي الروسية. وقد أثار هذا الأمر استنكارا دوليا وأثار إدانة شديدة من عدد من هيئات حقوق الإنسان.

## ظهور الفيديو
في 28 يوليو 2022، نُشر مقطع فيديو على إحدى صفحات التلغرام الروسية يظهر جنديًا روسيًا وهو يقوم بتعذيب وإخصاء أسير حرب أوكراني باستخدام قاطع صناديق (أو مشرط ورق بالعربية) بينما السجين الأوكراني مقيد ومكمم. وفي اليوم التالي، تم نشر مقطع فيديو يقال أنه تكلمة للفيديو هذا، على القنوات الروسية مع نفس الجنود ونفس السجين. قاموا بربط فم السجين الأوكراني بشريط أسود، ووضعوا أعضائه التناسلية المقطوعة، قرب رأسه، وأطلقوا النار على رأسه. وبعد ذلك بدأ الجنود الروس بجر جثة الأسير بالحبال المربوطة بساقيه.

## تحقيق بيلينجكات
في 5 أغسطس، ذكرت مجموعة بيلينجكات أن المقاطع تم تسجيلها في مصحة بريفيليا، الواقعة في بريفيليا، لوهانسك أوبلاست، وأجرت مقابلة مع الجاني عبر الهاتف. ويمكن أيضًا في الفيديو رؤية سيارة بيضاء تحمل علامة Z – وهي علامة تشير إلى المركبات العسكرية الروسية ورمز عسكري يستخدم في الدعاية الروسية –؛ يمكن أيضًا رؤية نفس السيارة في مقاطع الفيديو الرسمية السابقة التي نشرتها القنوات الروسية لمقاتلي أخمات في مصنع أزوت أثناء استيلاء الروس على سيفيرودونيتسك. تم الاستيلاء على بريفيليا واحتلالها من قبل الروس منذ أوائل يوليو.
حدد فريق بيلينجكات واستخبارات الصراع الجنود المتورطين، بما في ذلك مرتكب الجريمة الرئيسي، أوتشور سوجي مونجوش من توفا، الذي كان يرتدي قبعة سوداء مميزة ذات حواف واسعة، كأعضاء في وحدة أخمات، وهي تشكيل شبه عسكري شيشاني يقاتل إلى جانب الروس في الحرب. في أوكرانيا. كما أشارت التحقيقات إلى أن الفيديو لا يحتوي على أي دليل على التلاعب أو التحرير.

## ردود الفعل

### في أوكرانيا
أعلن أمين المظالم دميترو لوبينيتس تقديم طلب إلى مكتب المدعي العام لأوكرانيا للتحقق من جريمة حرب وفقا لانتهاك جنيف لاتفاقيات جنيف، وأنهم سيطلبون من لجنة مناهضة التعذيب التابعة للأمم المتحدة تنظيم زيارة عاجلة إلى روسيا والأراضي المحتلة في أوكرانيا، وكذلك لجنة مجلس أوروبا لمنع التعذيب.

### دوليا
أصدر الممثل الأعلى للاتحاد الأوروبي جوزيب بوريل بيانًا في 29 يوليو وصف فيه محتويات الفيديو بأنها "مروعة" و"فظائع شنيعة". وفي اليوم نفسه، قالت ماري ستروثرز، مديرة برنامج أوروبا الشرقية وآسيا الوسطى بمنظمة العفو الدولية : "إن هذا الهجوم المروع هو مثال واضح آخر على التجاهل التام لحياة الإنسان وكرامته في أوكرانيا من قبل القوات الروسية. ويجب التحقيق مع جميع المشتبه في مسؤوليتهم الجنائية، ومحاكمتهم، إذا كانت هناك أدلة كافية مقبولة، في محاكمات عادلة أمام محاكم مدنية عادية، ودون اللجوء إلى عقوبة الإعدام.